# ティムール・メリク (ホラズム・シャー朝)

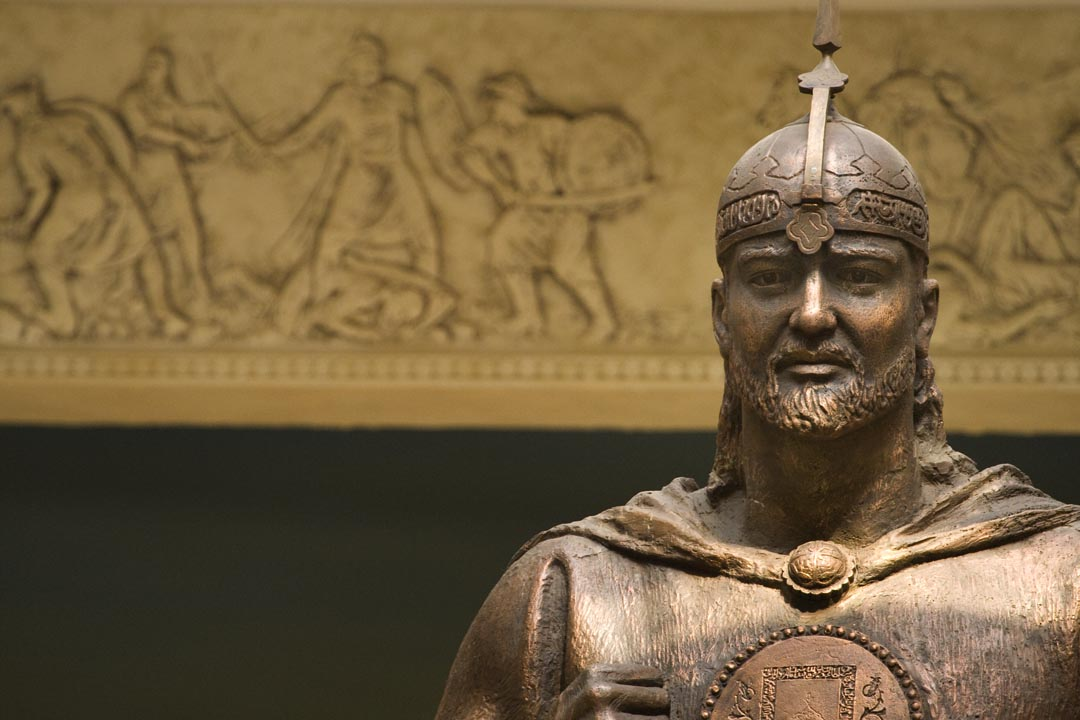
タジキスタンのホジェンドにあるティムール・メリクの銅像

ティムール・メリク（ペルシャ語: تیمور ملک ）（? - 1231年）は、ホラズム・シャー朝の政治家・軍人。
マー・ワラー・アンナフルの総督を務め、チンギス・カンに抵抗した勇将として知られる。今日のタジキスタンにおいては国民的英雄の一人と見做されている。ティムル・マリクとも称される。

## 人物・経歴
1219年にチンギス・カンによる侵攻が始まると、ホジェンド市の司令官であるティムール・メリクはサイフーン川の川中島に築いた砦でわずか1,000人の精鋭を率いて籠城し、70,000のモンゴル軍を迎え撃った。矢石を防ぐためにフェルトと粘土で覆った船で戦い、夜ごとに弓兵を乗せた艦船を川岸の敵陣に接近させ、矢を射かけて損害を与えた。しかし、数の不利を跳ね返すまでには至らず、軍隊を砦から脱出させるが、モンゴル軍の追撃を受けた。敵が接近するたびに撤退を止めてモンゴル軍を食い止めるが、敗走のうちに兵士は1人また1人と倒れ、最後に彼だけが残った。
この敗走の途でティムール・メリクは、モンゴルに対して自らの弓の力量を示した。1人で敗走しているティムール・メリクが3人の敵兵に追いつかれた際、手元には3本の矢しかなく、1本は鏃が欠けていた。1本目の矢で1人の片目を射ぬき、なお2本の矢を残していると2人を威嚇し、驚いた2人は慌てて逃げた。イルハン朝の歴史家ジュヴァイニーはこの逸話を引用して、ティムール・メリクを『シャー・ナーメ』の英雄ロスタムに勝る武勇の持ち主と評した。
ウルゲンチに落ち延びたティムール・メリクは、モンゴル抵抗の主軍を成していたスルターン・ジャラールッディーンに合流、その配下として各地を転戦し、ジャラールッディーンの最期まで行動を共にした。
ジュヴァイニーの著書『世界征服者の歴史』では、ティムール・メリクはモンゴルへの交戦の末に修道僧に姿を変えてシリアに落ち延びたと記述される。混乱が収まったころにティムール・メリクはモンゴルの支配下に置かれたホジェンドに帰り、財産を預けていた息子と対面した。しかし、ティムール・メリクが息子の他に財産を預けていた人間たちは、目の前に現れた修道僧がティムール・メリクだと認めず、ティムール・メリクはモンゴルの役所に訴え出ようとする。その途上でオゴデイの王子カダガンに捕らえられ、射殺された。